# 堀内大造
堀内 大造（ほりうち たいぞう、1967年〈昭和42年〉9月22日 - ）は、日本の政治家。奈良県大和高田市長（2期）。

## 来歴
大和高田市立片塩小学校、大和高田市立片塩中学校卒業。1986年（昭和61年）3月、奈良県立畝傍高等学校卒業。同年4月、航空自衛隊に入隊。1989年（平成元年）、航空機操縦者課程を修了し、戦闘機のパイロットを務める。1992年（平成4年）に除隊。
1999年（平成11年）から自動車整備業の経営に当たる。2014年度には市PTA協議会長を務めた。
2019年（平成31年）1月に大和高田市長の吉田誠克から市長後継の勧誘を受け、2月18日、任期満了に伴う大和高田市長選挙に立候補する意向を表明した。同年4月14日告示、4月21日執行の市長選で無投票により初当選した。4月27日、市長就任。
2023年（令和5年）4月23日投開票の統一地方選挙で無投票で再選した。